# 維克斯堡攻城戰
維克斯堡攻城戰（英文: Siege of Vicksburg）是美國內戰中密西西比戰場維克斯堡戰役的最後一戰也是最大的一場戰鬥。美利堅合眾國田納西軍團在少將尤利西斯·辛普森·格蘭特指揮下，擊敗了美利堅邦聯國陸軍中將約翰·克里福德·彭博頓指揮的密西西比軍團，完全包圍了維克斯堡。彭博頓最後率領殘部於1863年7月4日投降，戰鬥結果以聯邦軍全面勝利而告終。
維克斯堡位於密西西比河中下游，是美國內戰時邦聯重點防禦的要塞。同時也是連結邦聯密西西比河以西地區和以東地區重要的水陸交通節點。聯邦軍為達到全據密西西比河，切斷邦聯東西交通聯繫的目的，於1862年12月29日在西部戰場發起了維克斯堡戰役。格蘭特經過一系列的運動戰後，率軍深入密西西比州縱深，切斷了維克斯堡守軍突圍的道路。彭博頓在一系列交戰失敗後，率殘部退回維克斯堡，並構築了堅固的防禦工事固守。
格蘭特於1863年5月18日率軍開始圍攻維克斯堡要塞，於5月19日和22日發動了兩次總攻擊，但均被邦聯軍擊退。5月25日，格蘭特遂轉入圍困，並繼續圍攻40餘日。彭博頓彈盡糧絕後，於7月4日率領殘餘守軍投降。維克斯堡和密西西比河下游哈德遜堡（於同年7月9日投降）的陷落使得邦聯戰略形勢急劇惡化，並最終導致了邦聯的失敗。

## 戰鬥序列

### 聯邦軍
戰鬥發起時，聯邦軍戰鬥序列和指揮官如下：
- 田納西軍團，總司令官：尤利西斯·辛普森·格蘭特少將，統一指揮以下參戰部隊：

- - 第13軍，司令官：約翰·亞歷山大·麥克勒南（英语：John Alexander McClernand）少將
  - 第15軍，司令官：威廉·特庫姆賽·薛曼少將
  - 第17軍，司令官：詹姆士·B·麥花臣（英语：James B. McPherson）準將
  - 第16軍一部，指揮官：卡德瓦勒·柯爾登·沃什伯恩少將
  - 第9軍，司令官：約翰·格魯布·帕克准將

### 邦聯軍
邦聯軍戰鬥序列和指揮官如下：
- 密西西比軍團，總司令官：約翰·克里福德·彭博頓中將，指揮如下參戰部隊：

- - 史蒂文森師團，師團長：卡特·利特佩奇·史蒂文森少將
  - 福尼師團，師團長：約翰·賀拉斯·福尼少將
  - 史密斯師團，師團長：馬丁·路德·史密斯少將
  - 博溫師團，師團長:約翰·史蒂文斯·博溫少將

## 戰鬥過程

### 總攻擊階段

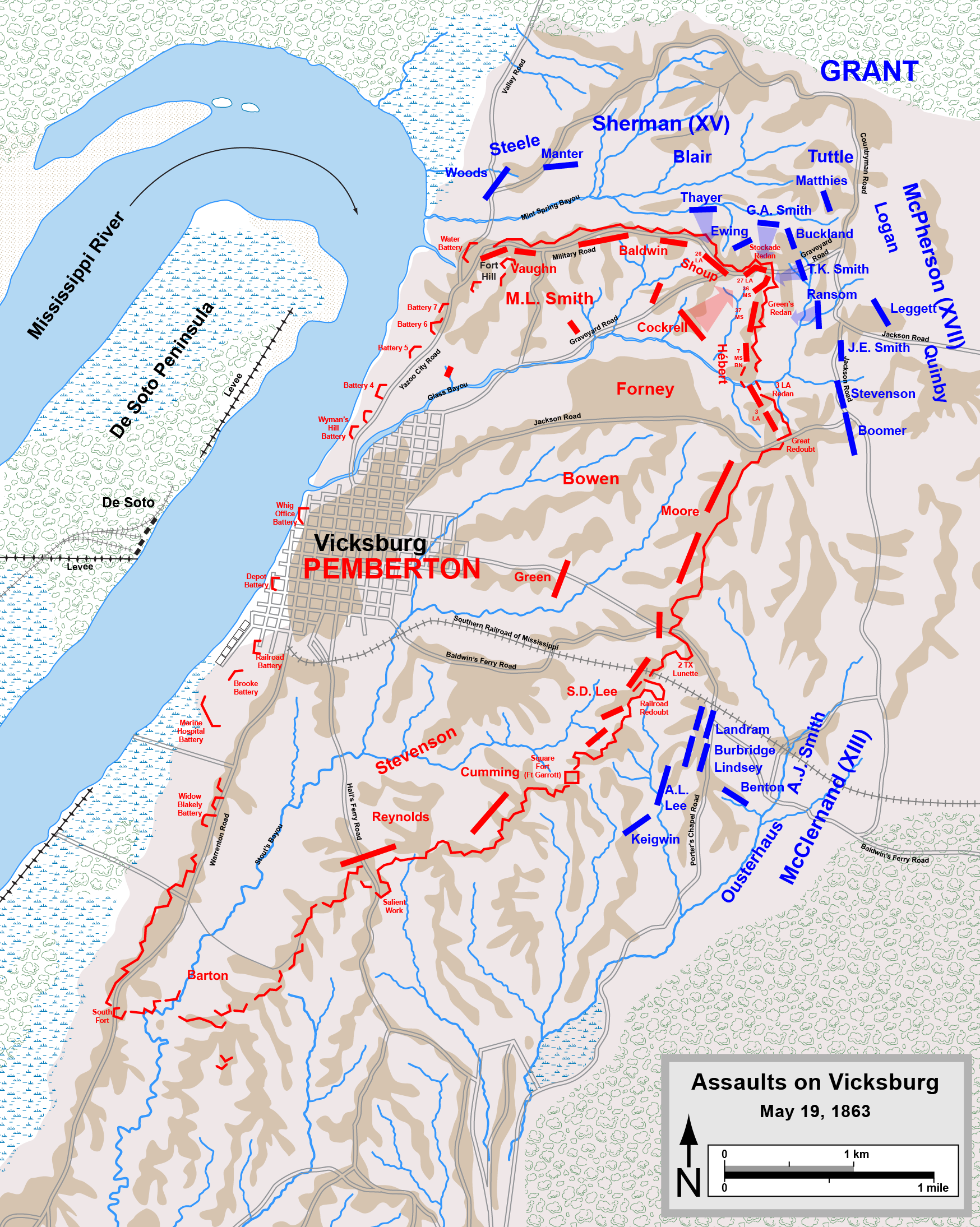
5月19日第一次總攻擊戰場局勢

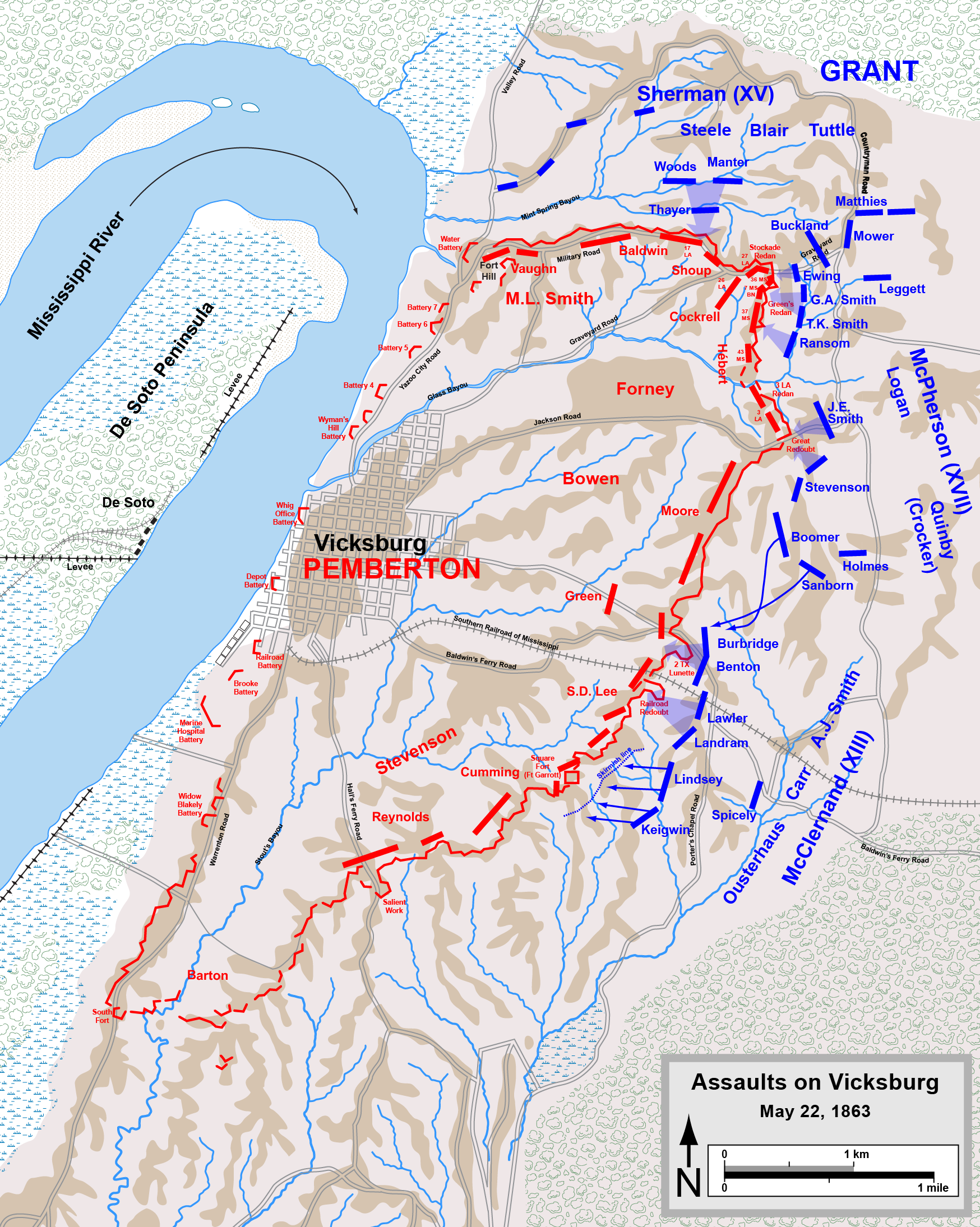
5月22日第二次總攻擊戰場局勢

格蘭特欲趁邦聯軍剛剛敗退進城，未得到充足休息前一舉拿下維克斯堡，因此在一天的準備後，聯邦軍於5月19日對維克斯堡的要塞群發起了第一次總攻擊。方向是維克斯堡西北的“鹿柴棱堡”（Stockade Redan），由薛曼少將指揮第15軍擔當主攻。邦聯堡壘外牆高約17英尺（5.2米），外有6英尺（1.8米）深，8英尺（2.4米）寬的深溝，其外更有數道鹿柴和溝壑。守軍是邦聯軍准將路易士·賀伯特（Louis Hébert）率領的第36密西西比步兵旅團，其密集的步槍射擊和砲兵火力使得衝鋒的聯邦軍步兵寸步難行，被迫放棄。第一次衝鋒失敗後，格蘭特於下午2時下令砲兵進行火力準備，隨後第15軍布萊爾師團（師團長小弗朗西斯·普雷斯頓·布萊爾少將）發動第二次衝鋒。但又被邦聯工事和火力阻擋，僅有少數士兵翻越了陣前工事抵達堡壘外的壕溝，但無力進一步進攻，最後被邦聯的步槍射擊和投擲手榴彈所擊潰。第一次總攻擊遂以聯邦軍失敗而告終。聯邦軍157人陣亡，777人受傷，8人失蹤，而邦聯軍損失輕微，僅8人陣亡62人受傷。第一次總攻擊失敗打擊了聯邦軍速勝的信心，相反，邦聯軍信心和士氣大振。
第一次總攻擊失敗後，格蘭特遂即開始為第二次總攻擊做準備，派出偵查兵對工事守備情況進行詳細偵查。總攻開始前將進行大規模砲火準備以削弱守軍力量，隨後全線發起衝鋒，畢其功於一役。進攻部隊將攜帶雲梯等攻城設備以攀登堡壘。此外，細緻的準備工作也重振了聯邦軍的士氣。5月21日，格蘭特至各營巡視士兵，當他至前線某處時天色已晚，一名飢腸轆轆的士兵見到格蘭特，下意識的說了一句“Hardtack”（意為硬餅乾，美國內戰時雙方常以硬餅乾為主食軍糧，其英文為“Hardtack”）。很快一傳十十傳百，整個戰線飢餓的聯邦士兵都在高聲喊叫“Hardtack!”格蘭特遂即向士兵大聲宣布，晚餐已經在送來的路上，當晚除了硬餅乾和豆類主食外，還加餐咖啡。於是所有士兵轉入歡呼，人人希望第二天總攻擊能夠一舉戰勝。
5月21日晚，聯邦軍即開始砲擊維克斯堡。除陸軍220門大砲外，聯邦海軍大衛·狄克森·波特（David Dixon Porter）少將率領的密西西比河艦隊砲艦也參與其中。徹夜砲擊雖然對防禦工事造成破壞有限，但是沈重打擊了市內平民的士氣。5月22日早上6點，在短暫停止後聯邦軍繼續砲擊邦聯陣地約4小時，為部隊進攻做砲火準備。上午10點，第二次總攻擊開始，聯邦步兵在整個3英里戰線上發起全線步兵衝鋒。
薛曼的第15軍為聯邦軍戰線右翼，沿墓園路（Graveyard Road）發動進攻，第一梯隊為150名志願報名的突擊前鋒（綽號“敢死隊”，英文：Forlorn hope detachment）除武器外還攜帶攀登用的雲梯和繩索，緊隨其後的第二梯隊為布萊爾師團和塔特爾師團（師團長詹姆士·曼迪遜·塔特爾准將）排成的團縱隊。薛曼希望在較狹窄的地域內集結優勢兵力從而一舉突破邦聯陣地。然而邦聯通過密集的步槍射擊將他們擊退。布萊爾下屬旅團長吉爾斯·亞歷山大·史密斯（Giles Alexander Smith）上校和托馬斯·基爾比·史密斯（Thomas Kilby Smith）率領兩個旅團最遠衝到“格林棱堡”（Green's Redan）前100碼處（第一次總攻擊目標“鹿柴棱堡”的南側陣地），並在哪裡組織起隊形向守軍傾洩步槍火力，但對守軍的影響卻微乎其微。塔特爾師團在布萊爾師團後方，希望能抓住戰機前進，因布萊爾師團沒能突破堡壘從而無法進攻。第15軍右翼是弗雷德里克·斯蒂爾（Frederick Steele）准將率領的師團，位於維克斯堡城北，密西西比河岸附近。該師團在5月22日上午試圖穿過“薄荷泉澗”（Mint Spring Bayou）陡峭的河岸到達進攻出發位置。
麥花臣指揮第17軍位於聯邦軍戰線中部，其從傑克遜路（Jackson Road）。第17軍右翼為托馬斯·埃德溫·格林菲爾德·朗森（Thomas Edwin Greenfield Ransom）准將率領的旅團。其前進到邦聯軍陣地前100碼處，但遭到“格林棱堡”側射火力壓制，無法進一步前進。第17軍左翼為約翰·亞歷山大·洛根（John Alexander Logan）少將率領的師團，負責攻打第三路易斯安那棱堡（3rd Louisiana Redan）和大碉堡（Great Redoubt）。其麾下約翰·尤金·史密斯（John Eugene Smith）准將率領旅團一度攻到第三路易斯安那棱堡的前斜坡上，但守軍投擲手榴彈使其無法進攻，就地掩蔽，直至入夜撤回。約翰·鄧拉普·史蒂文森（John Dunlap Stevenson）准將率領旅團則排成兩個總隊攻擊大碉堡，他們攻到碉堡下後發現雲梯長度不夠，無法登上碉堡側壁，只得無功而返。伊薩克·費迪南·昆比（Isaac Ferdinand Quinby）准將率領的師團僅前進數百碼就止步不前，原因是其司令部躊躇不前無法做出決定。
聯邦軍戰線左翼為麥克勒南指揮的第13軍，沿鮑德溫渡口路（Baldwin Ferry Road）和與之平行的密西西比南方鐵路（Southern Railroad of Mississippi）鐵路線進攻。尤金·阿薩·卡爾（Eugene Asa Carr）准將率麾下師團攻擊鐵路碉堡（Railroad Redoubt）和第二德克薩斯眼鏡堡（2nd Texas Lunette），彼得·約瑟夫·奧斯特豪斯（Peter Joseph Osterhaus）准將率麾下師團攻擊方形碉堡（Square Fort）。卡爾師團攻擊第二德克薩斯眼鏡堡的部隊取得部分勝利，攻入碉堡逐出守軍，向後方要求立即增援。
5月22日上午11時，格蘭特在指揮部受到薛曼部和麥花臣部進攻受挫的消息。這時麥克勒南認為自己激戰正酣，對面邦聯軍不斷投入增援，他希望格蘭特能從其右側麥花臣部抽掉部隊增援其膠著的戰場。格蘭特此時錯誤地認為第17軍正在激烈交戰，而第13軍壓力不大（事實正好相反，此時麥克勒南部戰況相較麥花臣部激烈的多），因此傳令給麥克勒南，拒絕動用第17軍部隊，讓他使用自己的軍預備隊前去增援。隨後麥克勒南重新發信給格蘭特，說道“星條旗已經在敵堡壘群上翻飛”（The Stars and Stripes are flying over them）。受到此消息的影響，格蘭特繼續堅定了這次總攻突破維克斯堡堡壘群的決心。他立刻傳令給薛曼，令第15軍重新發動進攻。雖然格蘭特傳令給麥克勒南，第二次拒絕了其增援請求，但不久後就命第17軍昆比師團增援第13軍。
接到總司令命令的薛曼立即命令屬下再次發起衝鋒，吉爾斯·史密斯旅團和第17軍朗森旅團再次發起衝鋒但遂即被擊退。下午15時，塔特爾師團在衝鋒未果傷亡慘重，薛曼見狀對塔特爾說道“這是屠殺，趕緊讓士兵撤回來！”（This is murder; order those troops back）。此時斯蒂爾終於克服了複雜水網地形達到攻擊出發位置，隨即對第26路易斯安那堡壘（26th Louisiana Redoubt）發起衝鋒。然而和第15軍其他部隊一樣，進攻失利，未能取得任何戰果。麥花臣部洛根師團於下午第二次進攻也沒有任何戰果。下午14時，洛根師團沿著傑克遜路衝鋒前進，但遭邦聯軍集火打擊傷亡慘重。麥克勒南部得到昆比師團增援後再一次發起攻擊，但仍無任何效果
第二次總攻擊遂以聯邦軍失利而告終，聯邦軍陣亡502人，2,550人受傷，147人失蹤，三個軍損失人數大致相當。邦聯軍傷亡情況未有準確紀錄，但據估計小於500。格蘭特把這次失敗歸咎於麥克勒南的誤導，認為其誇大自己的戰果，導致格蘭特錯誤估計戰場局勢。格蘭特因此對麥克勒南這樣的“政治將軍”怨恨逐漸加深，認為這樣的人在戰役中總是給他帶來麻煩。

### 圍攻階段

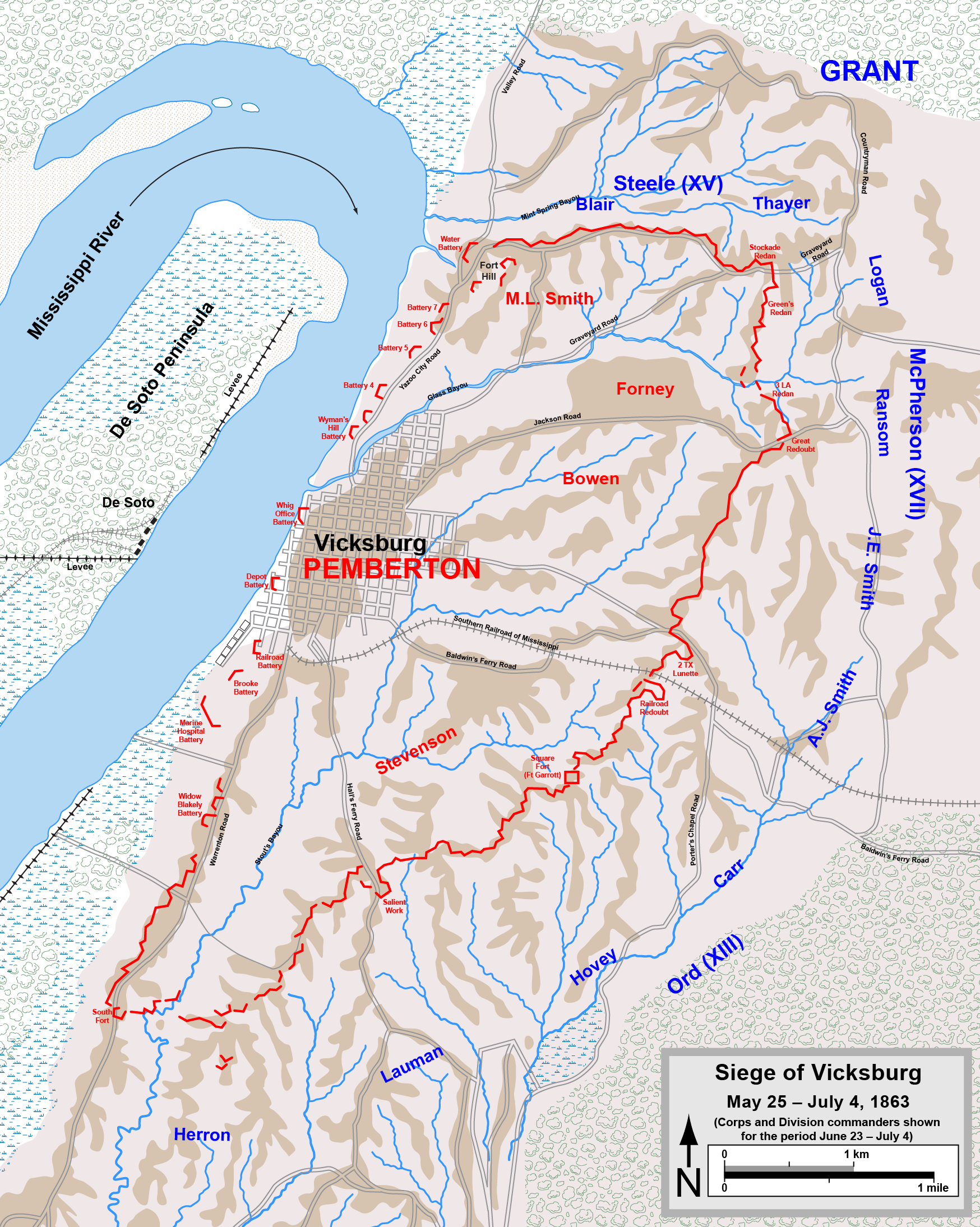
維克斯堡攻城戰圍攻階段，1863年6月23日7月4日戰場局勢

1864年5月25日，格蘭特通過田納西軍團總參謀長約翰·亞倫·羅林斯中校（John Aaron Rawlins）發布第140號命令，從而開始了維克斯堡圍困作戰。
Corps Commanders will immediately commence the work of reducing the enemy by regular approaches. It is desirable that no more loss of life shall be sustained in the reduction of Vicksburg, and the capture of the Garrison. Every advantage will be taken of the natural inequalities of the ground to gain positions from which to start mines, trenches, or advance batteries. ...
大意如下：
各軍團指揮官應當立即開始採取策略，通過多次交戰來削弱敵軍。在削弱敵軍或奪取陣地的戰鬥中需要特別注意保存有生力量。在交戰中需要盡可能的運用有利地形作為出發點進行坑道爆破，戰壕延伸及構築包圍陣地等措施...
格蘭特在回憶錄中寫道：“我現在終於決定進行圍困作戰——為了將敵軍牢牢在原地困住，並且不想再有任何部隊的損失”。但歷史學家謝爾比·富特卻認為“格蘭特從來不為兩次損失慘重的總攻擊而後悔，他僅僅後悔總攻擊沒有成功。”

### 臨陣換將
在圍攻期間，格蘭特最終對長期以來戰役部隊指揮權的分歧問題作出了一個解決。5月30日，麥克勒南未經格蘭特或戰爭部批准，擅自向麾下第13軍發表了慶功令，提前慶祝尚未到來的維克斯堡戰役的勝利，並誇大自己的功績和地位。慶功令發表在報紙上，引起輿論一片大嘩。自從阿肯色波斯特戰役以來，格蘭特就和麥克勒南齟齬不斷。雖然格蘭特早在1863年1月即受命全權指揮戰役部隊並且可以自由決定麥克勒南是否在其麾下任職，但為了避免無明確理由將其解職帶來輿論和軍心問題，一直隱忍至今。此事發生後，格蘭特終於有理有據的將麥克勒南解職。6月18日，格蘭特發表講話，正式解除麥克勒南的指揮權。愛德華·奧索·克雷薩普·奧德（Edward Otho Cresap Ord）少將接任第13軍司令官。麥克勒南的解職並未造成更多的政治上或軍事上的問題。1864年5月，麥克勒南被任命為德克薩斯地區一支聯邦軍的指揮官。

## 引用
1. ↑  National Park Service （页面存档备份，存于）. Grant's army arrived at the outskirts of Vicksburg on May 19, but formal siege operations began with Grant's Special Order No. 140 on May 25 Simon (1979), p. 267
2. ↑  Rawley（1966年），第145–169页
3. 1 2  Kennedy（1998年），第172页
4. 1 2  Kennedy（1998年），第173页
5. ↑  Eicher（2001年），第468页
6. ↑  Ballard（2013年），第327-332页
7. ↑  Bearss（1985年），第778–780页
8. ↑  Ballard（2013年），第332页
9. ↑  Ballard（2013年），第339页
10. ↑  Ballard（2013年），第333页
11. ↑  Kennedy（1998年），第171页
12. ↑  Foote（1958年），第384页
13. ↑  Smith（2001年），第252页
14. ↑  Ballard（2013年），第338-39页
15. ↑  Bearss（1985年），第815–819页
16. ↑  Ballard（2013年），第339-40页
17. ↑  Bearss（1985年），第819–823页
18. ↑  Ballard（2013年），第340-343页
19. ↑  Ballard（2013年），第343-44页
20. ↑  Bearss（1985年），第836–838页
21. ↑  Ballard（2013年），第344–346页
22. ↑  Eicher（2001年），第469页
23. ↑  Bearss（1985年），第869页
24. ↑  Simon（1979年），第267–68页